# لامونت بيترسون
لامونت بيترسون (بالإنجليزية: Lamont Peterson)‏ مواليد 24 يناير 1984 في الولايات المتحدة، هو ملاكم أمريكي يصنف ضمن فئة وزن الوسط.

## إحصائيات
خاض خلال مسيرته 38 نزالا، فاز في 34 وتعادل في 1 وخسر في 3. فاز بالضربة القاضية في 17 نزالا.

## روابط خارجية
- لامونت بيترسون على موقع بوكس ريك (الإنجليزية) (registration required)